# 52e législature de l'Assemblée fédérale suisse
La 52e législature des Chambres fédérales s'étend du 4 décembre 2023 au 5 décembre 2027. Elle correspond à la 52e législature du Conseil national, intégralement renouvelé lors des élections fédérales suisses de 2023.

## Historique

### Élection et composition
Le nouveau parlement est marqué par un recul des Verts et un renforcement de l'UDC.
Aux États, les Verts n'ont plus assez d'élus pour former un groupe parlementaire, et se rapprochent du PVL, qui a une seule représentante. Le MCG Mauro Poggia, qui avait lui annoncé ne pas vouloir siéger dans le groupe de l'UDC, se voit refuser le groupe du Centre et commence la législature en indépendant, ce qui est une première pour le Conseil des États.

### Dates des sessions
|      | Printemps            | Été              | Automne          | Hiver             |
| ---- | -------------------- | ---------------- | ---------------- | ----------------- |
| 2023 | -                    | -                | -                | 4 – 22 décembre   |
| 2024 | 26 février – 15 mars | 27 mai – 14 juin | 9 – 27 septembre | 2 - 20 décembre   |
| 2025 | 3 – 21 mars          | 2 – 20 juin      | 8 – 26 septembre | 1er – 19 décembre |
| 2026 |                      |                  |                  |                   |
| 2027 |                      |                  |                  | -                 |

Sessions spéciales
- 15 – 19 avril 2024 (Conseil national)
- 5 – 9 mai 2025

## Sessions parlementaires
Dans un article prospectif du 4 décembre 2023, le quotidien Le Temps identifie trois dossiers phares de la législature : la santé (en particulier avec les propositions d'un gel des primes de l'assurance-maladie ou de leur fixation en fonction du revenu, d'une réduction du catalogue des prestations et d'une caisse unique), l'Europe (ouverture de nouvelles négociations pour renouveler les relations entre la Suisse et l'Union européenne après l'échec de l'accord institutionnel) et l'énergie (augmentation de la production d'énergie renouvelable, votation sur le nucléaire, réduction des émissions de CO2 pour respecter l'accord de Paris et financement du remplacement des chauffages à mazout et au gaz).

## Composition
L'Assemblée fédérale est composée des membres du Conseil national et du Conseil des États élus lors des élections fédérales du 22 octobre 2023 (et lors de la landsgemeinde du 30 avril 2023 pour le représentant d'Appenzell Rhodes-Intérieures au Conseil des États).

### Conseil national
|       |                              |       |        |               |  |  |  |  |  |
| Parti | Parti                        | Sigle | Sièges | +/-           |  |  |  |  |  |
|       | Union démocratique du centre | UDC   | 62     | 9             |  |  |  |  |  |
|       | Parti socialiste suisse      | PSS   | 41     | 2             |  |  |  |  |  |
|       | Le Centre                    | LC    | 29     | 1             |  |  |  |  |  |
|       | Parti libéral-radical        | PLR   | 28     | 1             |  |  |  |  |  |
|       | Parti écologiste             | PES   | 23     | 5             |  |  |  |  |  |
|       | Vert'libéraux                | PVL   | 10     | 6             |  |  |  |  |  |
|       | Parti évangélique            | PEV   | 2      | 1             |  |  |  |  |  |
|       | Union démocratique fédérale  | UDF   | 2      | 1             |  |  |  |  |  |
|       | Mouvement citoyen genevois   | MCG   | 2      | 2             |  |  |  |  |  |
|       | Ligue des Tessinois          | Lega  | 1      | en stagnation |  |  |  |  |  |

### Conseil des États
| Canton                                        |  | Siège 1                  | Parti |                          | Siège 2                    | Parti                    |
| --------------------------------------------- |  | ------------------------ | ----- | ------------------------ | -------------------------- | ------------------------ |
| Zurich                                        |  | Daniel Jositsch*         | PSS   |                          | Tiana Angelina Moser       | PVL                      |
| Berne                                         |  | Flavia Wasserfallen      | PSS   |                          | Werner Salzmann*           | UDC                      |
| Lucerne                                       |  | Damian Müller*           | PLR   |                          | Andrea Gmür-Schönenberger* | LC                       |
| Uri                                           |  | Heidi Z'graggen*         | LC    |                          | Josef Dittli*              | PLR                      |
| Schwytz                                       |  | Petra Gössi              | PLR   |                          | Pirmin Schwander           | UDC                      |
| Nidwald                                       |  | Hans Wicki*              | PLR   | un seul siège à pourvoir | un seul siège à pourvoir   | un seul siège à pourvoir |
| Obwald                                        |  | Erich Ettlin*            | LC    | un seul siège à pourvoir | un seul siège à pourvoir   | un seul siège à pourvoir |
| Glaris                                        |  | Benjamin Mühlemann       | PLR   |                          | Mathias Zopfi*             | PES                      |
| Zoug                                          |  | Peter Hegglin*           | LC    |                          | Matthias Michel*           | PLR                      |
| Fribourg                                      |  | Isabelle Chassot*        | LC    |                          | Johanna Gapany*            | PLR                      |
| Soleure                                       |  | Pirmin Bischof*          | LC    |                          | Franziska Roth             | PSS                      |
| Bâle-Campagne                                 |  | Maya Graf*               | PES   | un seul siège à pourvoir | un seul siège à pourvoir   | un seul siège à pourvoir |
| Bâle-Ville                                    |  | Eva Herzog*              | PSS   | un seul siège à pourvoir | un seul siège à pourvoir   | un seul siège à pourvoir |
| Schaffhouse                                   |  | Hannes Germann*          | UDC   |                          | Simon Stocker              | PSS                      |
| Appenzell Rhodes-Extérieures                  |  | Andrea Caroni*           | PLR   | un seul siège à pourvoir | un seul siège à pourvoir   | un seul siège à pourvoir |
| Appenzell Rhodes-Intérieures                  |  | Daniel Fässler*          | LC    | un seul siège à pourvoir | un seul siège à pourvoir   | un seul siège à pourvoir |
| Saint-Gall                                    |  | Benedikt Würth*          | LC    |                          | Esther Friedli*            | UDC                      |
| Grisons                                       |  | Stefan Engler*           | LC    |                          | Martin Schmid*             | PLR                      |
| Argovie                                       |  | Thierry Burkart*         | PLR   |                          | Marianne Binder-Keller     | LC                       |
| Thurgovie                                     |  | Brigitte Häberli-Koller* | LC    |                          | Jakob Stark*               | UDC                      |
| Tessin                                        |  | Marco Chiesa*            | UDC   |                          | Fabio Regazzi              | LC                       |
| Vaud                                          |  | Pierre-Yves Maillard     | PSS   |                          | Pascal Broulis             | PLR                      |
| Valais                                        |  | Beat Rieder*             | LC    |                          | Marianne Maret*            | LC                       |
| Neuchâtel                                     |  | Baptiste Hurni           | PSS   |                          | Céline Vara*               | PES                      |
| Genève                                        |  | Mauro Poggia             | MCG   |                          | Carlo Sommaruga*           | PSS                      |
| Jura                                          |  | Charles Juillard*        | LC    |                          | Mathilde Crevoisier*       | PSS                      |
| * signifie que le candidat sortant est réélu. |  |                          |       |                          |                            |                          |